# Дегерман, Курт
Курт Дегерман (швед. Curt Degerman; 1948, Шеллефтео, Вестерботтен — 2008, Швеция) — бродяга и долларовый миллионер из Швеции, посмертно получивший известность в обществе благодаря истории своего тайного богатства, раскрытого после внезапно обнаруженного у него завещания, где был указан его банковский счёт, на котором суммарно в виде различных акций, ценных бумаг и золотых слитков, по разным оценкам, находилось состояние около 1,4 миллиона долларов, в частности заработанное им, будучи бездомным, в течение многолетних торгов на бирже и инвестирования. Согласно завещанию, весь капитал переходил к его двоюродному брату, что послужило причиной последующих судебных исков среди других членов семьи за право на наследство.
При жизни получил прозвище «Курт — Жестяная Банка» (швед. Burk-Curt, англ. Tin Can Curt) за свой 40-летний бродяжнический образ жизни, а также за сбор пустых бутылок и жестяных банок из-под алкогольных напитков в качестве публичного способа заработка.

## Биография
Родился в обеспеченной семье в Шеллефтео (Швеция) в 1948 году. С детства был довольно одарённым ребёнком и отлично учился в школе. Ему сулили успешную карьеру. Однако из-за психологических проблем в подростковом возрасте Курт не смог реализовать свой потенциал. В результате он бросил учебу, отдалился от общества и спустился в самый низ социальной лестницы, став уличным бродягой. Он хоть и не был «бездомным» в классическом понимании этого слова, поскольку всю жизнь владел небольшим домом, но всё же предпочёл для себя именно этот путь. Впоследствии родственники, разочаровавшись, не стали поддерживать его, оборвав с ним все контакты. Лишь двоюродный брат время от времени проведывал Курта, их часто можно было встретить за разговорами в парке.
Следующие сорок лет жизни Курт разъезжал по окрестностям города на своем старом велосипеде в синем поношенном анораке и рваных штанах. Его жизнь мало чем отличалась от жизни других бездомных — он был очень замкнутым и нелюдимым, его одеждой было то, что он находил в мусорных баках, а едой — объедки или дешевый фастфуд, составлявший основу его рациона. Большую часть времени он перебирал мусорные баки в поисках бутылок и металлических банок, которыми наполнял свои мешки, привязывая их к рулю велосипеда и отвозя на переработку за небольшое вознаграждение. Тем не менее Курт не тратился на алкоголь или наркотики, как это делали многие другие бездомные.

### Способности в инвестициях
Имея большой интерес в области финансов, Курт очень много свободного от сбора банок и бутылок времени проводил в бесплатных муниципальных библиотеках, где читал экономические и аналитические газеты, купить которые попросту не мог себе позволить. Именно из них он черпал биржевые новости, позволявшие ему быть в курсе всех процессов на бирже и в будущем успешно начать инвестировать, вкладывая все полученные деньги от сдачи тары в покупку ценных бумаг и акций отечественных компаний.

«Он ходил каждый день в библиотеку, потому что не покупал газеты. Там он читал [Ежедневную газету о шведском бизнесе] Dagens Industri. Он знал котировки вдоль и поперёк».
— двоюродный брат Дегермана шведским медиа
В итоге многолетней торговли на бирже Курту Дегерману удалось скопить огромное состояние, которое помимо прочего, также стало результатом его аскетичного образа жизни, проявлявшегося в том, что, несмотря на появившуюся материальную возможность, он никогда не пытался хоть как-то улучшить свой быт, чем вызывал большое удивление среди публики и СМИ.

«Курт никогда никому не завидовал и никогда ничего не покупал. Но у него была действительно светлая голова на плечах и он был умнее большинства».
— интервью двоюродного брата Дегермана

### Смерть и суд за наследство
Осенью 2008 года скончался во сне от сердечного приступа в возрасте 60 лет. Как позже выяснилось, перед смертью Курт оформил завещание, в котором попросил оставить всё его накопленное состояние в 1,4 миллиона долларов двоюродному брату — единственному из всех родственников, кто навещал его незадолго до смерти. Это решение вызвало несогласие у близких Курта, а именно у 92-летнего дяди, подавшего в суд, оспаривая здравость завещания, в надежде получить часть наследства в соответствии со шведским законом о наследовании. По его словам, покойный племянник был «не в себе», а следовательно, не мог составить завещание «в здравом уме и твёрдой памяти».
Слушания продлились около четырёх месяцев и закончились в марте мировым соглашением сторон. Его результаты оглашать не стали — известно лишь то, что обе стороны остались удовлетворены исходом.